# Combarbalá
Combarbalá is een gemeente in de Chileense provincie Limarí in de regio Coquimbo. Combarbalá telde 13.322 inwoners in 2017 en heeft een oppervlakte van 1896 km².

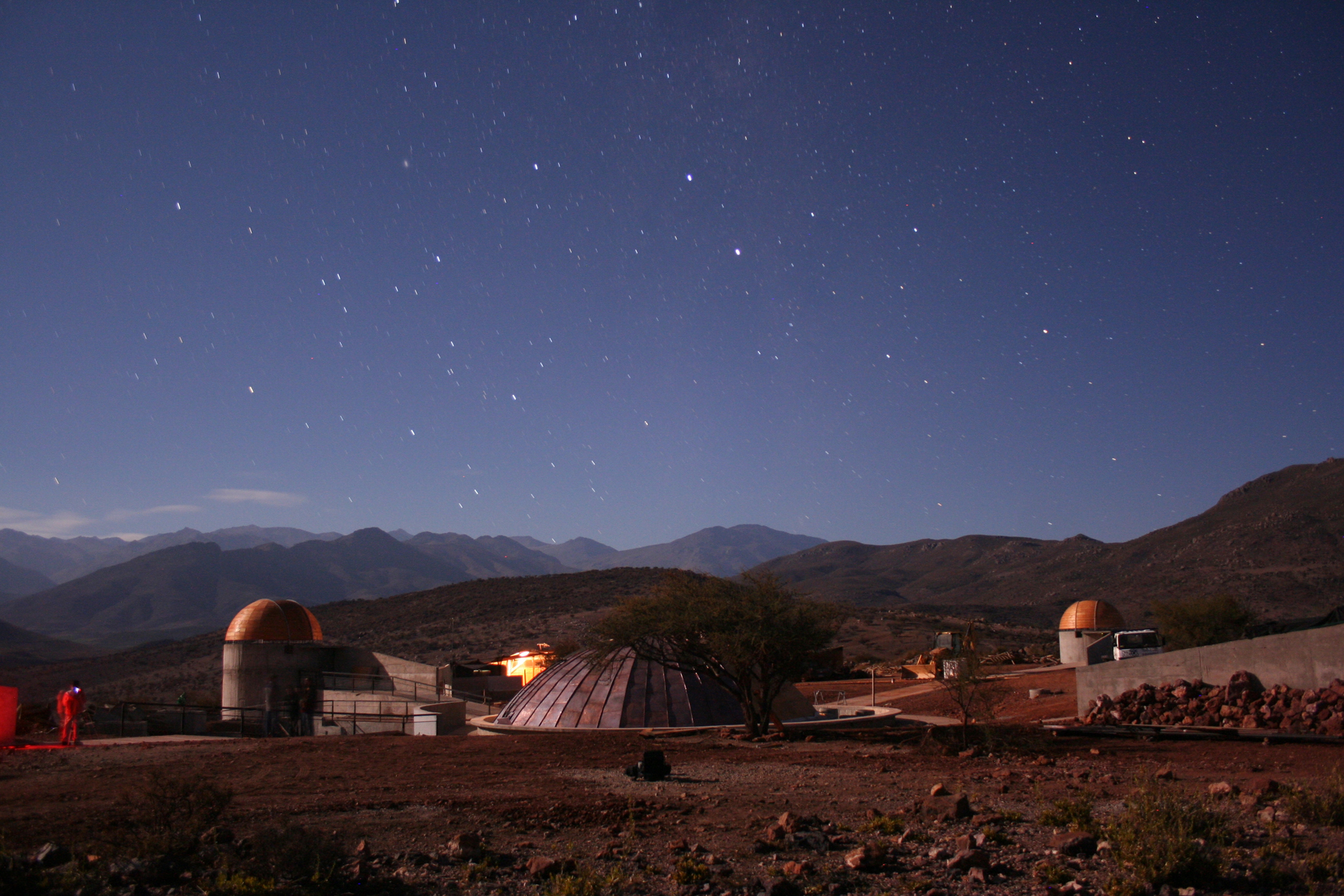
Sterrenkundig observatiecentrum in Combarbalá